# Matlock
Matlock er grevskabshovedstad (County town) i Derbyshire Dales-distriktet, Derbyshire, England, med 15.519(2016) indbyggere. Byen ligger 206 km fra London. Den nævnes i Domesday Book fra 1086, hvor den kaldes Maslach.